# Метростанция „Централна ж.п. гара“
Метростанция „Централна ж.п. гара“ е станция от линия М2 на Софийското метро, въведена в експлоатация на 31 август 2012 г.

## Местоположение
Метростанцията е разположена пред Централна ж.п. гара под бул. „Княгиня Мария Луиза“. Станцията е с два вестибюла, свързващи я с подлезите към Централна ж.п. гара и Централна автогара София. Общо вход/изходите са 15.
| №  | Име на вход/изход                           | Достъпност                                    |
| -- | ------------------------------------------- | --------------------------------------------- |
| 1  | Централна ж.п. гара                         | ескалатор, асансьор                           |
| 2  | Каса на Централна ж.п. гара                 | ескалатори и асансьори към пероните на гарата |
| 3  | пл. Предгаров                               | асансьор                                      |
| 4  | бул. Княгиня Мария Луиза                    | асансьор                                      |
| 5  | Автогара Сердика                            |                                               |
| 6  | Централна автогара                          |                                               |
| 7  | бул. Ген. Данаил Николаев                   |                                               |
| 8  | ул. Струга                                  |                                               |
| 9  | ул. Братя Миладинови                        | асансьор                                      |
| 10 | бул. Христо Ботев                           | асансьор                                      |
| 11 | спирка Централна гара - Христо Ботев        | асансьор                                      |
| 12 | ул. Беласица                                | асансьор                                      |
| 13 | спирка Централна гара - Княгиня Мария Луиза | асансьор                                      |
| 14 | Паметник „Майка“                            |                                               |
| 15 | пл. Предгаров - паркинг                     | асансьор                                      |

## Архитектурно оформление
Архитект на станцията е Сибел Япаджъ. Тя е със странични перони, подземна, триотворна, с два реда колони на пероните. Проните са с широчина от 6 метра. Цветовото оформление е бяло и синьо, като на стените са оформени декоративни композиции, наподобяващи крилата от логото на БДЖ. Перонната зала е на трето подземно ниво, а над нея има изградени 2 етажа подземен паркинг.

## Връзка с националната железопътна мрежа
Станцията се намира в непосредствена близост до Централна ж.п. гара, осигуряваща връзка с всички основни направления на БДЖ.

## Връзка с автобусния транспорт
Станцията се намира до Централна автогара София и до Автогара „Сердика“, осигуряващи връзка с всички основни междуградски и международни автобусни линии.

## Връзки с градския транспорт

### Автобусни линии
Метростанция „Централна ж.п. гара“ се обслужва от 13 автобусни линии от дневния градски транспорт и 1 линия от нощния транспорт:
- Автобусни линии от дневния транспорт: 21, 22, 60, 74, 77, 78, 82, 85, 101, 213, 305, 404, 413
- Автобусни линии от нощния транспорт: N2

### Трамвайни линии
Метростанция „Централна ж.п. гара“ се обслужва от 7 трамвайни линии:
- Трамвайни линии: 1, 3, 4, 6, 7, 12, 27

## Буферен паркинг
Над метростанцията е изграден буферен паркинг на две нива с общ капацитет от 260 паркоместа, но той още не е довършен и въведен в експлоатация.

## Фотогалерия
- 3D изложение на станцията